# Tom Gale
Tom Gale (ur. 18 grudnia 1998 w Bath) – brytyjski lekkoatleta specjalizujący się w skoku wzwyż.
Brązowy medalista mistrzostw Europy do lat 20 w Grosseto (2017). Dwa lata później wywalczył wicemistrzostwo Europy wśród młodzieżowców (zawodników do lat 23) w szwedzkim Gävle.
Złoty medalista mistrzostw Wielkiej Brytanii.
Rekordy życiowe: stadion – 2,30 (29 lipca 2017, Bedford); hala – 2,33 (8 lutego 2020, Hustopeče).

## Osiągnięcia
| Rok  | Impreza                        | Miejsce    | Lokata            | Wynik |
| ---- | ------------------------------ | ---------- | ----------------- | ----- |
| 2016 | Mistrzostwa świata juniorów    | Bydgoszcz  | 9. miejsce        | 2,18  |
| 2017 | Mistrzostwa Europy juniorów    | Grosseto   | 3. miejsce        | 2,28  |
| 2018 | Igrzyska Wspólnoty Narodów     | Gold Coast | el. – 14. miejsce | 2,18  |
| 2019 | Młodzieżowe mistrzostwa Europy | Gävle      | 2. miejsce        | 2,27  |